# Volksabstimmungen in der Schweiz 1975
Dieser Artikel bietet eine Übersicht der Volksabstimmungen in der Schweiz im Jahr 1975.
In der Schweiz fanden auf Bundesebene neun Volksabstimmungen statt, im Rahmen dreier Urnengänge am 2. März, 8. Juni und 7. Dezember. Dabei handelte es sich um sechs obligatorische Referenden und drei fakultative Referenden.

## Abstimmung am 2. März 1975

### Ergebnis
| Nr. | Vorlage                                                                             | Art | Stimm- berechtigte | Abgegebene Stimmen | Beteiligung | Gültige Stimmen | Ja      | Nein    | Ja-Anteil | Nein-Anteil | Stände | Ergebnis |
| --- | ----------------------------------------------------------------------------------- | --- | ------------------ | ------------------ | ----------- | --------------- | ------- | ------- | --------- | ----------- | ------ | -------- |
| 246 | Bundesbeschluss vom 4. Oktober 1974 über den Konjunkturartikel der Bundesverfassung | OR  | 3'717'248          | 1'054'929          | 28,59 %     | 1'028'589       | 542'745 | 485'844 | 52,77 %   | 47,23 %     | 11:11  | nein     |

### Konjunkturartikel
Mangels ausreichender verfassungsmässiger Grundlagen griff der Bundesrat zur Dämpfung der Hochkonjunktur wiederholt zu Dringlichkeitsrecht. Dies führte zu Forderungen nach einer ordentlichen Verfassungsgrundlage, die eine effiziente und koordinierte Konjunkturpolitik ermöglichen würde. Der erste präsentierte Entwurf von 1973 sah für den Bund einige grundlegende Kompetenzen zur Steuerung der wirtschaftlichen Entwicklung vor. Das Parlament schwächte die Vorlage ab. So konnte der Bund zwar in Abweichung von der Handels- und Gewerbefreiheit verschiedene Massnahmen im Geld- und Kreditwesen, bei den öffentlichen Finanzen und bei der Aussenwirtschaft treffen, musste dabei aber auf die unterschiedlichen Bedürfnisse der Landesteile Rücksicht nehmen. Die Befürworter (darunter alle Regierungsparteien), argumentieren, dass nur ein Verfassungsartikel die Grundlage für eine Konjunkturpolitik biete, die diesen Namen auch verdiene. Ihnen gegenüber stand das «Schweizerische Komitee gegen permanente Staatseingriffe», dem unter anderem der Gewerbeverband und die Ligue vaudoise angehörten. Sie befürchteten eine grundlegende Veränderung der gesellschaftlichen Ordnung, da die Wirtschaftspolitik den Technokraten überlassen werde. Zwar stimmte eine Mehrheit des Volkes für die Vorlage, doch beim Ständemehr gab es ein Patt, sodass sie abgelehnt wurde. Das Zufallsergebnis und die äusserst geringe Beteiligung wurden als unbefriedigend empfunden und führten zu Unsicherheiten bei der Interpretation des Volkswillens. Auf Kritik stiessen insbesondere die als unzulänglich wahrgenommene Führungsrolle des politischen Establishments und die mangelhafte Informationsvermittlung.

## Abstimmungen am 8. Juni 1975

### Ergebnisse
| Nr. | Vorlage                                                                                  | Art | Stimm- berechtigte | Abgegebene Stimmen | Beteiligung | Gültige Stimmen | Ja        | Nein    | Ja-Anteil | Nein-Anteil | Stände | Ergebnis |
| --- | ---------------------------------------------------------------------------------------- | --- | ------------------ | ------------------ | ----------- | --------------- | --------- | ------- | --------- | ----------- | ------ | -------- |
| 247 | Bundesbeschluss über den Schutz der Währung, Änderung vom 28. Juni 1974                  | OR  | 3'719'992          | 1'369'819          | 36,81 %     | 1'348'557       | 1'153'338 | 195'219 | 85,52 %   | 14,48 %     | 22:0   | ja       |
| 248 | Bundesbeschluss über die Finanzierung der Nationalstrassen, Änderung vom 4. Oktober 1974 | FR  | 3'719'992          | 1'369'318          | 36,81 %     | 1'349'293       | '0721'313 | 627'980 | 53,46 %   | 46,54 %     | 17:5   | ja       |
| 249 | Bundesgesetz vom 4. Oktober 1974 über die Änderung des Generalzolltarifs                 | FR  | 3'719'992          | 1'368'532          | 36,79 %     | 1'340'939       | '0646'687 | 694'252 | 48,23 %   | 51,77 %     | –      | nein     |
| 250 | Bundesbeschluss vom 31. Januar 1975 betreffend Erhöhung der Steuereinnahmen ab 1976      | OR  | 3'719'992          | 1'369'699          | 36,81 %     | 1'346'683       | '0753'642 | 593'041 | 55,96 %   | 44,04 %     | 17:5   | ja       |
| 251 | Bundesbeschluss vom 31. Januar 1975 über die Erschwerung von Ausgabenbeschlüssen         | OR  | 3'719'992          | 1'369'259          | 36,81 %     | 1'344'826       | 1'021'315 | 323'511 | 75,94 %   | 24,06 %     | 22:0   | ja       |

### Schutz der Währung
Unter dem anhaltend hohen Wechselkurs des Frankens, der besonders gegenüber dem US-Dollar historische Rekordwerte erreichte, litt vor allem die Konkurrenzfähigkeit der Schweizer Exportindustrie. Aus diesem Grund beantragte der Bundesrat beim Parlament neben verschiedenen anderen Massnahmen auch die Fortführung des 1971 notrechtlich erlassenen Bundesbeschlusses zum Schutz der Währung, der neu bis Oktober 1977 gelten sollte. In Absprache mit der Nationalbank sollte er auch weiterhin zeitlich begrenzte Massnahmen zur Stabilisierung des Frankens ergreifen können. Die einzige Änderung war die Verpflichtung, jährlich einen Bericht über die Massnahmen vorzulegen. Das Parlament stimmte der Verlängerung oppositionslos zu. Ausser der linken POCH unterstützten sämtliche Parteien und Verbände die Vorlage, sodass die Abstimmungskampagne sehr flau verlief. Man war sich weitgehend einig, dass währungspolitische Massnahmen angesichts der prekären Wirtschafts- und Finanzlage weiterhin unverzichtbar seien, um Arbeitsplätze im Exportsektor und im Tourismus zu erhalten. Mit einer überwältigenden Mehrheit nahmen Volk und Stände die Vorlage an.

### Finanzierung der Nationalstrassen
Zur Überwindung der prekären Finanzlage schlug der Bundesrat neben Einsparungen auch Mehreinnahmen vor. Unter anderem beantragte er im August 1974 beim Parlament, den Zollzuschlag auf Treibstoffen zur Finanzierung der Nationalstrassen von 20 auf 30 Rappen je Liter zu erhöhen. Seiner Ansicht nach war die Erhöhung unverzichtbar, um die Rückgang der Einnahmen aufzufangen. Ohne die Zollerhöhung sei es nicht möglich, das Nationalstrassennetz im selben Umfang wie bisher auszubauen. Nachdem das Parlament der Erhöhung zugestimmt hatte, trat sie im September 1974 in Kraft. Dies missfiel dem LdU und verschiedenen Gruppen von Automobilisten, die erfolgreich ein Referendum zustande brachten. Die Gegner bezeichneten den mit der Zollerhöhung verbundenen höheren Benzinpreis als Zumutung, denn die Massnahme sei preis- und lohntreibend und belaste deshalb die Wirtschaft. Zu den Befürwortern gehörten praktisch alle anderen Parteien. Sie betonten neben allgemeinen finanz- und konjunkturpolitischen Argumenten auch die drohende Drosselung des Nationalstrassenbaus, die Arbeitsplätze gefährden könnte. Eine knappe relativ Mehrheit der Abstimmenden nahm die Vorlage an, ablehnende Mehrheiten gab es in den Kantonen Aargau, Genf, Neuenburg, Schaffhausen und Schwyz.

### Änderung des Generalzolltarifs
Weitere Mehreinnahmen zur Sanierung des Haushalts wollte der Bundesrat unter anderem mit der Erhöhung der Zollabgaben auf Heizöl generieren. Seit 1920 betrug der Zoll 30 Rappen je 100 kg; er war seither nie mehr angepasst worden und somit wesentlich tiefer als in den umliegenden Ländern. Neu sollten je nach Qualität des Heizöls bis zu zwei Franken Zoll pro 100 kg erhoben werden. Durch vermehrtes Kostenbewusstsein sollten die Konsumenten auch von einem sparsameren Verbrauch überzeugt werden, um so einen Beitrag zum Umweltschutz zu leisten. Das Parlament genehmigte die Massnahme, die im September 1974 gleichzeitig mit dem höheren Treibstoffzollzuschlag in Kraft gesetzt wurde. Das Mouvement populaire des familles in der Romandie und Mietervereine in der Deutschschweiz ergriffen erfolgreich das Referendum. Unterstützt von linken Parteien und dem LdU kritisierten sie, der erhöhte Heizölzoll belaste einseitig Mieter, Familien und Konsumenten, weshalb er unsozial sei. Die bürgerlichen Parteien und die Wirtschaftsdachverbände betonten die Wichtigkeit der Haushaltssanierung und verwiesen darauf, dass der Heizölzoll seit mehr als einem halben Jahrhundert unverändert geblieben sei. Ebenso sei die Erhöhung wegen des Preiszerfalls durchaus tragbar. Eine knappe Mehrheit der Abstimmenden lehnte die Vorlage ab, weshalb die bereits vorgenommene Zollerhöhung aufgehoben werden musste.

### Erhöhung der Steuereinnahmen
Nachdem die Erhöhung der Warenumsatzsteuer (WUSt) und der Wehrsteuer (heutige direkte Bundessteuer) im Dezember 1974 abgelehnt worden war, fehlten dem Bund die erhofften Mehreinnahmen und das Budgetdefizit vergrösserte sich weiter. Dem Bundesrat blieb trotz verstärkter Sparbemühungen nichts anderes übrig, als nur einen Monat später nochmals eine Erhöhung der WUSt zu beantragen, wenn auch mit einer sanfteren Steigerung der Steuersätze. Zusätzlich beschloss das Parlament eine Erhöhung der Wehrsteuer auf hohen Einkommen, wobei es diese Massnahme mit zusätzlichen Rabatten für Verheiratete schmackhaft zu machen versuchte. Dadurch würde bei diesen Personen die kalte Progression teilweise ausgeglichen. Insgesamt sollten die Massnahmen ab 1976 Mehreinnahmen von rund 1,1 Milliarden Franken jährlich einbringen. Alle grösseren Parteien und die wichtigsten Dachverbände der Wirtschaft stimmten der Steuererhöhung zu. Sie argumentieren, die zusätzlichen Mittel seien für den Bundeshaushalt unverzichtbar. Dagegen sprachen sich nur die kleinen Rechtsaussen- und Linksaussenparteien aus. Volk und Stände nahmen die Vorlage überraschend deutlich an. Ablehnende Mehrheiten verzeichneten die Kantone Aargau, Genf, Schaffhausen, Schwyz und Thurgau.

### Erschwerung von Ausgabenbeschlüssen
Eine Ausgabenbremse war im Dezember 1974 von Volk und Ständen zwar angenommen worden, konnte aber nicht in Kraft gesetzt werden, weil sie an die gleichzeitig abgelehnte Änderung der Finanzordnung gekoppelt war. Angesichts der damaligen deutlichen Zustimmung legte der Bundesrat die Ausgabenbremse Anfang 1975 in unveränderter Form vor. Mit der bis Ende 1979 befristeten Massnahme benötigten neue Ausgaben, die Erhöhung bestehender Ausgaben oder Mehrausgaben die Zustimmung der absoluten Mehrheit der Mitglieder in beiden Parlamentskammern. Wie schon ein halbes Jahr zuvor unterstützten die bürgerlichen Parteien und die Wirtschaftsverbände die Ausgabenbremse. Sie sei eine Disziplinierungsmassnahme des Parlaments und ein Signal für den Sparwillen der Behörden. Auf der anderen Seite blieben die linken Parteien und der Schweizerische Gewerkschaftsbund bei ihrer ablehnenden Haltung. Sie hielten die Drosselung und Erschwerung staatlicher Ausgaben in Zeiten des wirtschaftlichen Abschwungs für konjunkturpolitisch falsch. Im Vergleich zur ersten Abstimmung fiel die Zustimmung zur Ausgabenbremse noch etwas deutlicher aus.

## Abstimmungen am 7. Dezember 1975

### Ergebnisse
| Nr. | Vorlage | Art | Stimm- berechtigte | Abgegebene Stimmen | Beteiligung | Gültige Stimmen | Ja      | Nein    | Ja-Anteil | Nein-Anteil | Stände | Ergebnis |
| --- | --- | --- | ------------------ | ------------------ | ----------- | --------------- | ------- | ------- | --------- | ----------- | ------ | -------- |
| 252 | Bundesbeschluss vom 13. Dezember 1974 über eine Änderung der Bundesverfassung (Niederlassungsfreiheit und Unterstützungsregelung) | OR  | 3'737'823          | 1'155'136          | 30,89 %     | 1'113'728       | 842'165 | 271'563 | 75,62 %   | 24,38 %     | 22:0   | ja       |
| 253 | Bundesbeschluss vom 20. Juni 1975 betreffend Änderung der Bundesverfassung im Gebiete der Wasserwirtschaft                        | OR  | 3'737'823          | 1'156'219          | 30,93 %     | 1'107'763       | 858'720 | 249'043 | 77,52 %   | 22,48 %     | 21:1   | ja       |
| 254 | Bundesgesetz vom 13. Dezember 1974 über die Ein- und Ausfuhr von Erzeugnissen aus Landwirtschaftsprodukten                        | FR  | 3'737'823          | 1'161'817          | 31,22 %     | 1'128'637       | 587'148 | 541'489 | 52,02 %   | 47,98 %     | –      | ja       |

### Reform der Niederlassungsfreiheit
Die Bundesverfassung garantierte seit 1848 die Niederlassungsfreiheit aller Schweizer Bürger christlicher Konfession, ab 1866 auch Schweizer Angehörigen anderer Religionen (in erster Linie Juden). Dennoch galten über ein Jahrhundert lang gewisse Einschränkungen, beispielsweise für Bedürftige und Straftäter. Ein parlamentarischer Vorstoss im Nationalrat verlangte 1965 die Streichung sämtlicher einschränkender Bestimmungen in der Bundesverfassung. Es folgte eine langwierige Vernehmlassung, die sich vor allem um die Frage drehte, wer für die Fürsorge von Bedürftigen aufzukommen habe. Die überwiegende Mehrheit der Kantone kam zum Schluss, dass die Niederlassungsbeschränkungen keiner Notwendigkeit entsprachen und sich auch nicht mehr rechtfertigen liessen. Bedürftige sollten grundsätzlich von jenem Kanton unterstützt werden, in dem sie wohnhaft sind. Unter gewissen Voraussetzungen sollte auf einen früheren Wohnkanton oder auf den Heimatkanton Rückgriff genommen werden können. Das Parlament verabschiedete daraufhin den entsprechend geänderten Verfassungsartikel. Ausnahmslos alle politischen Gruppierungen unterstützten die Vorlage, worauf drei Viertel der Abstimmenden und alle Kantone ihr zustimmten.

### Wasserwirtschaftsartikel
FDP-Ständerat Willi Rohner reichte 1965 eine Motion ein, die vom Bundesrat die Erneuerung der Verfassungsbestimmungen im Bereich der Wasserwirtschaft verlangte. Die bestehende Rechtsordnung integrierte die verschiedenen Bereiche der Wasserwirtschaft nicht hinreichend, um den gewachsenen Ansprüchen zu genügen. Es herrschte auch eine ausserordentlich starke Zersplitterung von Zuständigkeiten zwischen Bund und Kantonen. Die genaue Regelung der Kompetenzen erwies sich als Knacknuss, sodass sich die Debatte über Jahre hinzog. Während die Botschaft des Bundesrates 1972 vorlag, folgte die Beschlussfassung des Parlaments erst drei Jahre später. Vorgesehen war ein Wasserrecht mit möglichst einheitlichem Aufbau, wobei die Kompetenzen des Bundes erweitert werden sollten. Ziele waren die umfassende, aber haushälterische Bewirtschaftung der Wasservorkommen, der Schutz des Menschen und der Umwelt vor schädigenden Wirkungen des Wassers sowie der mengen- und qualitätsmässige Schutz der Gewässer. Aufgrund der Integration aller relevanten politischen Kräfte und ihrer Ausgewogenheit war die Vorlage weitgehend unbestritten. Über drei Viertel der Abstimmenden nahmen sie an, eine Nein-Mehrheit resultierte einzig im Kanton Wallis.

### Erzeugnisse aus Landwirtschaftsprodukten
Die Schweizer Lebensmittelindustrie war gesetzlich verpflichtet, einheimische Rohstoffe zu verwenden. Da die Binnenpreise zum Teil erheblich höher waren als auf dem Weltmarkt, sah der Bundesrat im Jahr 1974 die Konkurrenzfähigkeit beeinträchtigt. Ausserdem hatte die Schweiz im Gegensatz zu den EWG- und EFTA-Staaten bisher darauf verzichtet, für importierte Lebensmittel einen Preisausgleich vorzunehmen. Das Parlament verabschiedete ein entsprechendes Gesetz, zumal das Freihandelsabkommen mit der EWG solche Schutzmassnahmen ausdrücklich zuliess. So waren für «landwirtschaftliche Verarbeitungserzeugnisse»  zusätzliche variable Importverteuerungen vorgesehen; dies galt insbesondere für Zucker- und Schokoladenwaren, Malzextrakt, Babynahrung, Teigwaren und Backwaren. Ausserdem konnten Exportverbilligungen für Zucker, Glucose, Milch, Milchpulver, Butter und Mehl gewährt werden. Gegen diesen Beschluss ergriff das Detailhandelsunternehmen Denner erfolgreich das Referendum. wobei es nur vom LdU Unterstützung erhielt. Die Gegner waren der Meinung, das Gesetz sei unliberal, bürokratisch, schade mit seinem Protektionismus dem Wettbewerb, schütze die bestehenden Kartelle und treibe die ohnehin schon hohen Preise weiter nach oben. Die bürgerlichen Parteien, die Lebensmittelindustrie und der Bauernverband hielten dem entgegen, damit werde letztlich nur der durch ausländische handelspolitische Massnahmen verzerrte Wettbewerb wiederhergestellt. Zudem seien die Kosten für die Konsumenten mit geschätzten zwei Franken pro Kopf und Jahr marginal. Eine knappe Mehrheit der Abstimmenden nahm das Gesetz an.